# Schizonycha kabindana
Schizonycha kabindana är en skalbaggsart som beskrevs av Moser 1924. Schizonycha kabindana ingår i släktet Schizonycha och familjen Melolonthidae. Inga underarter finns listade i Catalogue of Life.